# Stenellopsis fagraeae
Stenellopsis fagraeae är en svampart som beskrevs av B. Huguenin 1966. Stenellopsis fagraeae ingår i släktet Stenellopsis och familjen Mycosphaerellaceae.   Inga underarter finns listade i Catalogue of Life.